# TER Lisboa Expresso
O TER Lisboa Expresso (TER Lisboa Expreso ou TER Lisboa Exprés em espanhol) foi um serviço ferroviário de passageiros, que ligou as localidades de Madrid, em Espanha, e Lisboa, em Portugal, entre 1967 e 1989.

## Descrição

### Traçado
Na capital portuguesa, usou sempre a Estação de Santa Apolónia, enquanto que em Madrid passou pelas estações de Delicias entre 1967 e 1969, Atocha entre 1969 a 1972 e 1981 até 1989, e Madrid-Chamartín de 1972 a 1981. Transitava pela Linha do Leste e pelo Ramal de Cáceres, efectuando paragem em Abrantes. Em território espanhol, servia as estações de Torrijos, Talavera de la Reina, Navalmoral de la Mata, e Arroyo-Malpartida.
Segundo os horários de 1980, servia o Entroncamento, Abrantes, Ponte de Sor, Vale do Peso, Castelo de Vide, e Marvão-Beirã, seguindo depois por Valencia de Alcántara e atravessando Espanha até à capital, parando em Madrid-Atocha e terminando em Madrid-Chamartín. Em 1984, deixou de fazer o percurso até Chamartin, ficando apenas em Atocha.

### Características do serviço
Este serviço, de natureza diurna, ligava directamente Lisboa a Madrid, demorando cerca de nove horas, permitindo uma poupança de tempo em relação ao Lusitânia Expresso, que demorava aproximadamente mais três horas e meia no mesmo percurso.
Utilizava uma automotora com lugares em primeira e segunda classes, um serviço de restaurante e bar, ar condicionado, e um sistema sonoro a bordo para informar os viajantes e tocar música de fundo. A velocidade era do tipo 120. Era operado unicamente pela transportadora espanhola Red Nacional de Ferrocarriles Españoles, utilizando apenas pessoal desta companhia. As formalidades aduaneiras, como o controlo de passaportes e a verificação de bagagens, eram realizadas a bordo.

## História

### Viagem inaugural

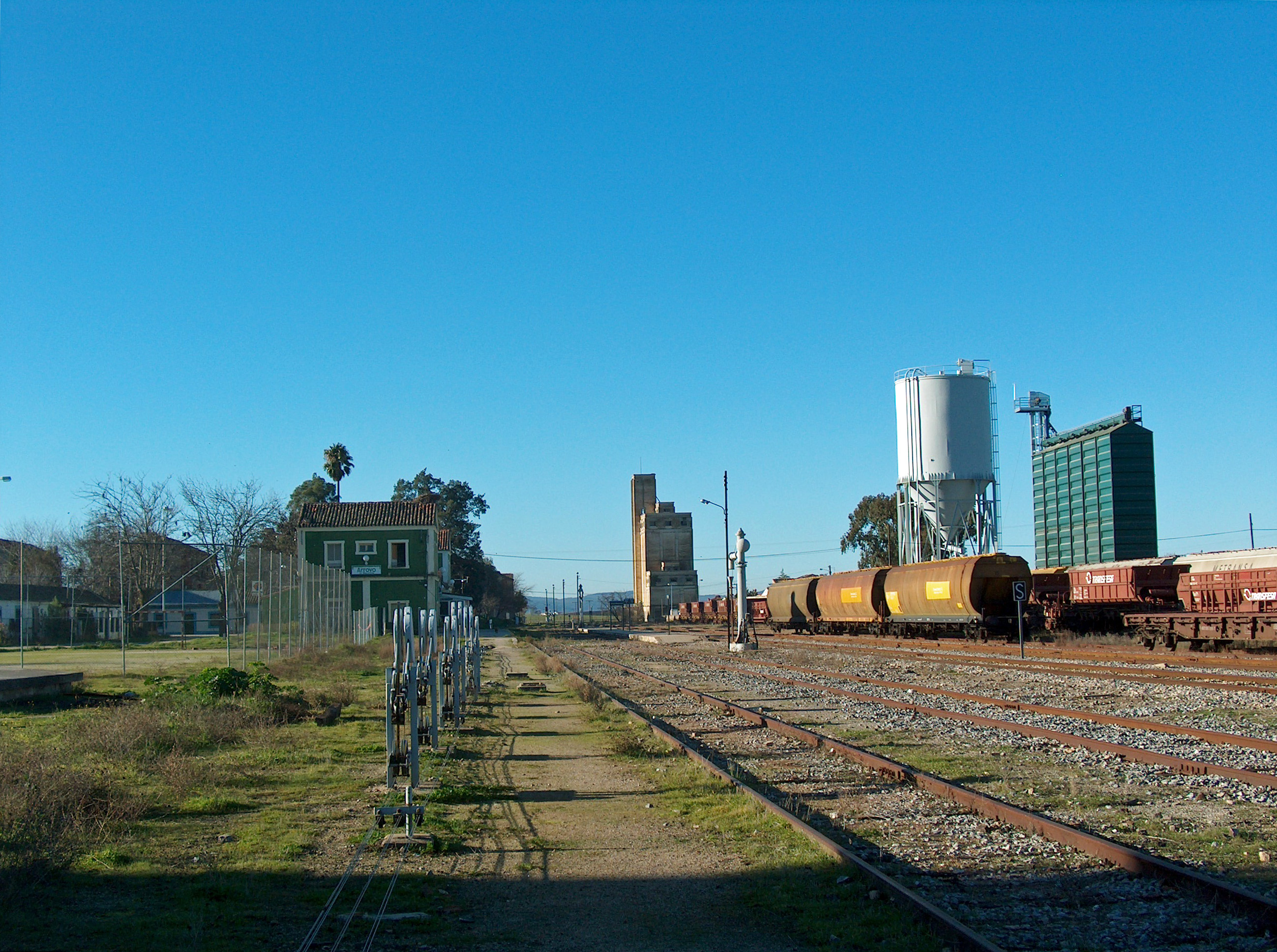
Estação Ferroviária de Arroyo-Malpartida.

Entrou ao serviço em 1 de Março de 1967, sendo o primeiro comboio diurno entre as capitais ibéricas. A viagem inaugural contou com altas autoridades da Red Nacional de Ferrocarriles Españoles, representantes das direcções gerais espanholas de imprensa, alfândegas e segurança, e correspondentes dos jornais de Lisboa e de Madrid, e uma equipa da Televisión Española, que realizou uma reportagem especial sobre este evento, que foi difundido em toda a península. Na estação de Valência de Alcântara, foram instalados cartazes populares de agradecimento pelo novo serviço, e no Entroncamento, raparigas vestidas como guardas de passagens de nível entregaram ao director geral da Renfe uma recordação do centenário dos caminhos de ferro portugueses, e foi organizado um vinho de honra para os jornalistas e os representantes das agências de viagens que esperavam a chegada do comboio. Quando o comboio chegou a Lisboa, foi recebido pelo embaixador de Espanha em Portugal, Ibanéz Martin, e por altas autoridades portuguesas, incluindo o presidente do conselho administrativo da Companhia dos Caminhos de Ferro Portugueses.
A implementação deste serviço foi inserida num plano de aproximação dos caminhos de ferro portugueses e espanhóis, tendo sido uma das etapas previstas no Plano de Modernização da Red Nacional de Ferrocarriles Españoles.

### Serviço activo

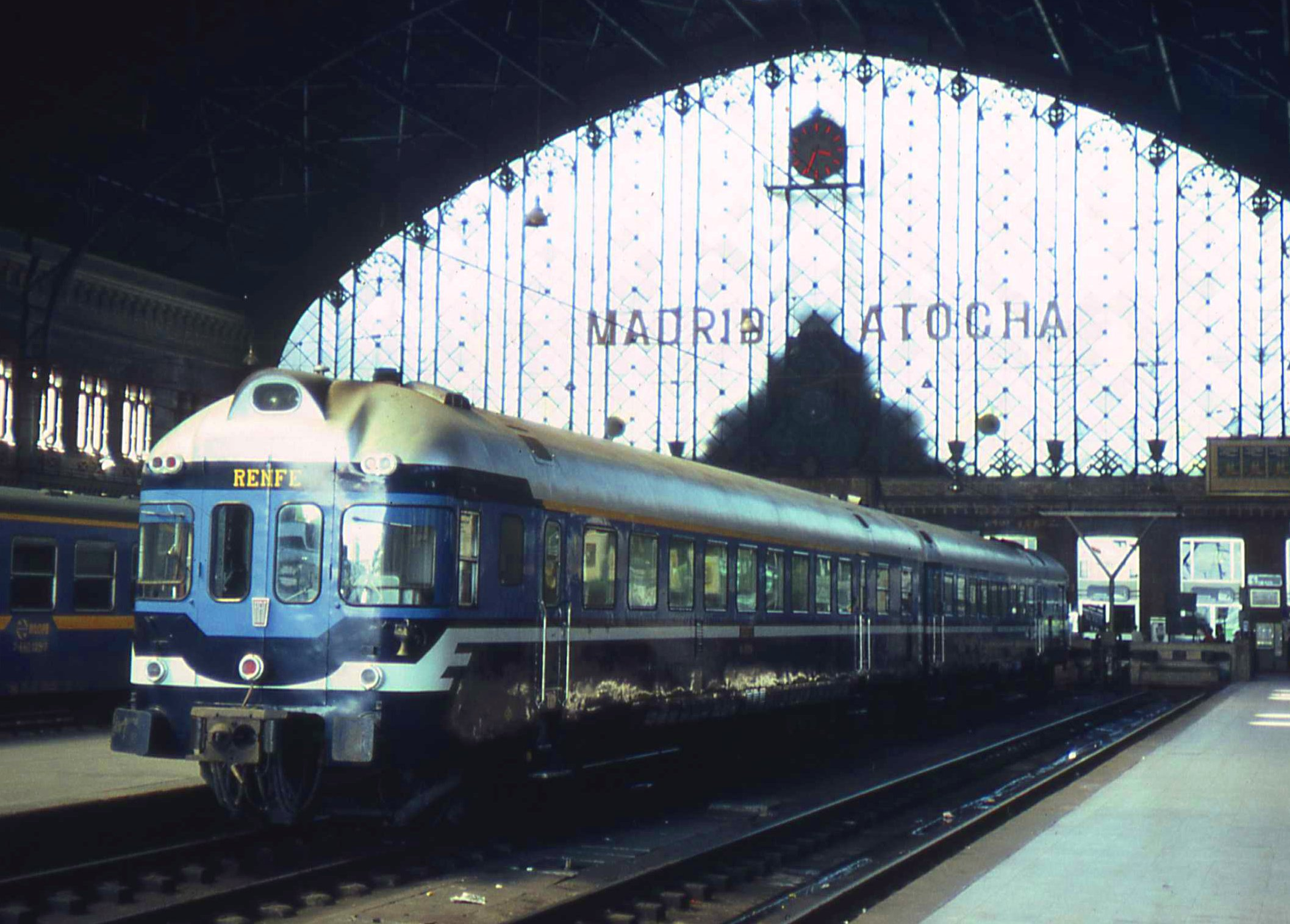
Automotora da Série 597 da RENFE, na Estação de Atocha, em 1981.

Em 1969, este serviço foi utilizado, junto com o Lusitânia Expresso, no transporte de jornalistas, no âmbito das iniciativas de promoção turística «Primavera en España» e «Primavera em Portugal», organizadas em conjunto pela Companhia dos Caminhos de Ferro Portugueses e pela Red Nacional de Ferrocarriles Españoles. Em 1971, sofreu uma alteração no seu traçado, com a abertura de uma variante entre El Casar e Cáceres, passando a circular por esta cidade espanhola.

### Extinção
Foi substituído pelo Talgo Luís de Camões, que se iniciou em 29 de Março de 1989.